# Utricularia foliosa
Utricularia foliosa este o specie de plante carnivore din genul Utricularia, familia Lentibulariaceae, ordinul Lamiales, descrisă de Carl von Linné. Conform Catalogue of Life specia Utricularia foliosa nu are subspecii cunoscute.